# Liste der Baudenkmäler in Niederberg (Erftstadt)
Die Liste der Baudenkmäler in Niederberg (Erftstadt) enthält die denkmalgeschützten Bauwerke auf dem Gebiet von Erftstadt-Niederberg in Nordrhein-Westfalen (Stand: Juni 2024). Diese Baudenkmäler sind in der Denkmalliste der Stadt Erftstadt eingetragen; Grundlage für die Aufnahme ist das Denkmalschutzgesetz Nordrhein-Westfalen (DSchG NRW).

## Baudenkmäler
Die Liste der Baudenkmäler enthält Sakralbauten, Wohn- und Fachwerkhäuser, historische Gutshöfe und Adelsbauten, Industrieanlagen, Wegekreuze und andere Kleindenkmäler sowie Grabmale und Grabstätten, die eine besondere Bedeutung für die Geschichte Erftstadts haben.
Hinweis: Die Reihenfolge der Denkmäler in dieser Liste entspricht der offiziellen Liste und ist nach Bezeichnung, Ortsteilen und Straßen sortierbar.
| Bild                           | Bezeichnung                               | Lage                         | Beschreibung | Bauzeit                | Eingetragen seit | Denkmal- nummer |
| ------------------------------ | ----------------------------------------- | ---------------------------- | --- | ---------------------- | ---------------- | --------------- |
| weitere Bilder                 | Alte Pfarrkirche St. Johannes Enthauptung | Bleistraße 36                | Die Kirche liegt auf dem ehemaligen Friedhof. Besonderheiten: Im Chor ein spätgotisches Sakramentshaus, Gewölbemalereien um 1530, Grablege der Metternich zu Niederberg. Umfangreiche Restaurierung 1953. | 11. Jh., 14. Jh.       | 12.08.1982       | 018             |
| weitere Bilder                 | Neue Pfarrkirche St. Johann Baptist       | Bleistraße 29                | Die neue Kirche St. Johann Baptist wurde nach Plänen des Kölner Diözesanbaumeisters Bernhard Hertel als neugotische Saalkirche erbaut. An der Westfassade des Turms befindet sich über dem Eingang eine Kreuzigungsgruppe. Das Gemälde an der Seitenwand des Chores ist die vergrößerte Nachbildung eines Tüchleins mit der Darstellung der Geburt Christi aus dem Besitz der Gemeinde. Original im Diözesanmuseum in Köln | 1910–1913              | 12.08.1982       | 034             |
| Burg Niederberg, Wasserburg    | Burg Niederberg, Wasserburg               | Bleistraße 8                 | Das zweigeschossige verputzte Herrenhaus mit Walmdach ist ein Barockbau aus dem Jahre 1710, eine Erweiterung zur hufeisenförmigen Anlage mit zwei Seitenflügeln entstand um 1900. | 12. Jh., 1710, um 1900 | 13.08.1982       | 037             |
| 2-geschossiges Fachwerkgebäude | 2-geschossiges Fachwerkgebäude            | Bleistraße 28                | Das zweigeschossige Fachwerkhaus hat zur Straßenseite fünf Fensterachsen, von denen die beiden seitlichen paarweise angeordnet sind. Eine Giebelseite ist im Erdgeschoss stark überarbeitet, an der anderen Giebelseite und an der Traufseite liegen Eingänge, auf dem Dach ist eine Solaranlage installiert. | Mitte 19. Jh.          | 02.12.1983       | 082             |
| 2-geschossiges Fachwerkgebäude | 2-geschossiges Fachwerkgebäude            | Bleistraße 27                | Das zweigeschossige Gebäude besteht aus einem Wohnhaus und einem im rechten Winkel angebauten Wirtschaftsgebäude. An der Traufseite im Innenhof ist das Fachwerk erhalten. Die Giebelseite des Wohnhauses ist verputzt, die des Wirtschaftsgebäudes hat eine Ziegelausfachung. | Mitte 19. Jh.          | 13.06.1991       | 154             |
| Altes Pfarrhaus                | Altes Pfarrhaus                           | Bleistraße 38                | Das ehemalige Pfarrhaus, ein zweigeschossiges Backsteinhaus, wurde nach inschriftlicher Datierung 1888 erbaut. | 1888                   | 15.06.1993       | 184             |
| Wegekreuz                      | Wegekreuz                                 | An der L 162                 | Das Kreuz besteht aus einem breiten hochrechteckigen Schaft mit Inschrift und einem Aufsatz mit einem Kreuz. | 18. Jh.                | 01.07.1993       | 188             |
| Wohnhaus Gertrudenhof          | Wohnhaus Gertrudenhof                     | Gertrudenhofstraße 10        | Das zweigeschossige Wohnhaus mit einem Mezzanin hat einen abgesetzten Sockel mit freiliegenden Kellerfenstern. Die Mittelachse der Fassade wird betont durch einen flachen von einem Zwerchgiebel überfangenen Risalit. Zwischen den Fenstern im Zwerchgiebel steht auf einer Konsole eine Figur der heiligen Gertrud. Ein Gesims verläuft zwischen Erd- und Obergeschoss. Die seitlich anschließenden niederen Gebäude gehören zu den Wirtschaftsgebäuden des Vierkanthofes. Der Einzelhof entstand auf dem durch Rodung urbar gemachten Wald- und Heidegebiet, von dem der Kölner Makler Winand Guffanti einen großen Teil erworben und 1863 als Gutshof angelegt hatte. Den Namen Gertrudenhof erhielt das Gut zur Erinnerung an die kurz nach der Grundsteinlegung des Hauses verstorbene Ehefrau Maria Gertrud geb. Kramer. Nach Guffantis Tod 1865 übernahm sein Sohn Anton Guffanti († 1904 und Stifter für den Bau der Kirche St. Johann Baptist) das Gut. | 1863                   | 19.10.1993       | 195             |
| Wegekreuz                      | Wegekreuz                                 | Bleistraße bei Hausnummer 13 | Das etwa 3 Meter hohe Wegekreuz besteht aus einem leicht vorkragenden Sockel, einen glatten Schaft mit Inschriftfeld und Datierung 1767, einer Konsole, einem Aufsatz mit einer Sakramentsnische und einer über die Nische hinausragenden großen Muschel sowie einem Kreuz mit Korpus. | 1767                   | 10.09.1996       | 266             |

## Belege
1. ↑  Denkmalliste der Stadt Erftstadt, übermittelt durch die Untere Denkmalbehörde Erftstadt
2. ↑  Frank Bartsch, Dieter Hoffsümmer, Hanna Stommel: Denkmäler in Erftstadt. 1998-2000. Kapitel 15.2 Niederberg Alte Kirche St. Johannes Enthauptung
3. ↑  Peter Simons: Niederberg. Geschichte der domdechantischen Herrschaft und der Burg. Euskirchen 1934. S. 13–14